# Pua (Bibel)
Pua ist im Alten Testament der Name einer Hebamme. Zusammen mit Schifra verhindert sie den Mord an den männlichen Nachkommen der Israeliten in Ägypten.

## Name
Der hebräische Name פּוּעָה Puʿah wird meist vom ugaritischen pgt abgeleitet, was „Mädchen“ bedeutet. Nach einer anderen Ableitung bedeutet der Name „Glanz“. Die Herleitung von der hebräischen Verbwurzel פעה paʿah, deutsch ‚stöhnen, schreien‘, wie sie Raschi mit Berufung auf Jes 42,14  in seinem Pentateuchkommentar vorschlägt, wird hingegen nicht mehr vertreten. In der Septuaginta wird der Name mit φουα fua wiedergegeben.

## Biblischer Bericht
Pua war eine Hebamme der Israeliten in Ägypten. Der Pharao beauftragte sie und die Hebamme Schifra (שִׁפְרָה Šifrah), bei der Geburtshilfe die männlichen Nachkommen sterben zu lassen. Beide weigerten sich aber aus Gottesfurcht, diesen Befehl auszuführen. Von dem Pharao deswegen zur Rede gestellt, behaupteten sie, die hebräischen Frauen würden im Gegensatz zu den ägyptischen bereits vor der Ankunft einer Hebamme gebären, sodass sie ihren Auftrag nicht hätten ausführen können. Daraufhin veranlasste der Pharao, alle männlichen Neugeborenen in den Nil zu werfen (Ex 1,15–22 ).

## Außerbiblische Rezeption
Der Targum Pseudo-Jonathan identifiziert Schifra mit der in Ex 6,20  genannten Jochebed, der Mutter Aarons und Moses, und Pua mit der in Ex 15,20  genannten Mirjam, der Tochter Jochebeds und Schwester Aarons und Moses.